# Attentat du gurdwara Har Rai Sahib de Kaboul
L'attentat du gurdwara Har Rai Sahib de Kaboul est un attentat survenu le 25 mars 2020 au gurdwara Har Rai Sahib, à Kaboul, en Afghanistan. Vingt-cinq fidèles sikhs ont été tués et 8 autres blessés. Les assaillants ont été abattus par les forces de sécurité. L'attentat a été revendiqué par l'État islamique.

## Déroulement
Les assaillants ont pris d'assaut le temple, pénétrant dans un sanctuaire où les fidèles priaient. Ils ont ouvert le feu sur les fidèles puis les ont pris en otage à l'intérieur du bâtiment, échangeant des tirs avec les forces de sécurité. Tous les assaillants ont été tués et au moins 80 otages ont été libérés après la fusillade qui a duré plusieurs heures.